# Ouratea weberbaueri
Ouratea weberbaueri är en tvåhjärtbladig växtart som beskrevs av Herman Otto Sleumer. Ouratea weberbaueri ingår i släktet Ouratea och familjen Ochnaceae. Inga underarter finns listade i Catalogue of Life.